# فرانسیسکو گالیندو
فرانسیسکو گالیندو (اسپانیایی: Francisco Galindo‎؛ زادهٔ ۲۱ نوامبر ۱۹۲۰ - درگذشته نامشخص) بازیکن بسکتبال اهل مکزیک بود. وی در بازی‌های المپیک تابستانی ۱۹۴۸ شرکت کرده‌است.